# Sebastian Joseph von Comeau
Sebastian Joseph von Comeau, Baron de Charry (* 4. Februar 1771 auf Château de Mâcon, Saint-Martin-de-la-Mer; † 5. Februar 1844 ebenda) war ein bayerischer Oberst, Ritter des Militär-Max-Joseph-Ordens und Mitglied der Ehrenlegion sowie Militärschriftsteller.

## Herkunft
Seine Eltern waren Antoine Bernard de Comeau (1731–1802) und dessen Ehefrau Jeanne Françoise Espiard de Macon (* 1748).

## Leben
Er diente 12 Jahre als Artillerieoffizier in der französischen Armee. Nach der französischen Revolution schloss er sich der Armee des Prinzen Condé ab, von dort holte ihn der bayerische Kurfürst in seine Dienste. Er kam am 4. April 1800 als Hauptmann à la suite zur bayerischen Artillerie und wurde Unterdirektor im Zeughaus in München. Dort arbeitete er mit Manson an der Reorganisation der bayerischen Artillerie. Am 26. April 1804 wurde er als aggregierter Hauptmann in das Artillerieregiment nach Würzburg versetzt. Am 25. Juni 1804 erhielt er die Kompanie des pensionierten Kapitän Dietrich mit dem entsprechenden Gehalt. Im Dritten Koalitionskrieg war er auf Wunsch des Kaisers Napoleon Mitglied des Generalstabs der französischen Armee. Der Chef des Generalstabs der Artillerie der großen Armee Brigadegeneral Joseph Marie de Pernety berichtete an den General Songis:
Dieser (Comeau) achtungswerte, dem Interesse seines Monarchen ganz ergebene, für das Wohl seiner Untergebenen mit Wärme sorgende und durch eifrige Verwendung seiner Talente und vielfältigen Erfahrungen unablässig für die Förderung des Dienstes beschäftigte Offizier hat sowohl der ihn ehrenden Wahl seines Monarchen, als dem Vertrauen, welches Sie ihm schenkten unter allen Verhältnissen auf das Vollkommenste entsprochen.
Comeau wurde am 23. September 1806 zum Major im Generalstab befördert. Im Armeebefehl vom 2. Dezember 1806 erhielt er für seine Tapferkeit bei der Belagerung der Festung Plassenburg eine Belobigung. Während des Vierten Koalitionskrieges  war er dem Generalmajor Berthier zugeteilt.
Er erhielt den Auftrag die Front zu besichtigen und besonders über den Zustand des 1. bayerischen Chevaulegers Regiments (später Nr. 3) – Teil der Division La Salle – zu berichten. Während der Schlacht bei Heilsberg am 10. Juni 1807 traf Comeau auf der Heerstraße zwischen Heilsberg und Guttstadt auf versprengte französische Infanteristen. Diese waren Teil der Division St. Hilaire deren Karrees von der russischen Kavallerie gesprengt worden waren. Comeau erkannte die gefährliche Lage und sammelte die Versprengten. Er gelang ihm nicht nur die Flucht zu beenden, sondern die an der Landstraße liegenden Hügel zu besetzen und die Russen zum Stehen zu bringen. Kurz danach erreichten französische Artillerie und Füsiliere der Garde die Truppe.
Generalmajor Berthier bestätigte im Armeebefehl vom 7. Juli 1807 den wichtigen Beitrag Comeau's zur Schlacht, am 17. Juli 1807 erhielt er dafür den Orden der französischen Ehrenlegion. Während des Fünfter Koalitionskrieges wurde er am  6. Juni 1809 zum Oberstleutnant im Generalstab befördert und wurde wieder in das französische Hauptquartier abkommandiert. Im Jahr 1811 beantragte Comeau für seine Tat bei Heilsberg den Militär-Max-Joseph-Orden, am 31. Oktober 1811 wurde ihm der Orden verliehen.
Im Russlandfeldzug von 1812 wurde Comeau am 15. April 1812 zum Oberst im Generalstab befördert. Er wurde Generalstabschef im II. bayerischen Armeecorps des Generals der Kavallerie Graf von Wrede und wurde am 18. August 1812 in der Schlacht bei Polozk schwer verwundet. Er konnte nach Bayern zurückkehren, aber als sich die politischen Verhältnisse änderten und Bayern die Allianz mit Frankreich verließ, bat Comeau um Entlassung. Diese wurde ihm am 9. Januar 1814 mit einer Pension gewährt.
Er kehrte nach Frankreich zurück, wo er am 5. Februar 1844 starb.

### Werke
- Souvenirs des guerres d'Allemagne pendant la Révolution et l'Empire
- Tableaux de la civilisation ancienne et moderne
- La Bavière, alliée de Napoléon
- Le tacticien de Napoléon

## Familie
Comeau heiratete am 20. Juli 1801 Françoise Xavière Claude Bénigne Espiard de Macon (1778–1841). Das Paar wenigstens einen Sohn Louis (1803–1859), der 1827 Azeline de Champflour (1806–1836) heiratete.